# Чхан (ван Корё)
Чхан-ван (кор. 창왕, 昌王, Chang-wang) — 33-й царь (ван) корейского государства Корё, правивший в 1388—1389 годах. Фамилия и имя — Син Чхан.
Чхан-ван не принадлежал к правящей династии Ван, согласно поздней официальной родословной корёских ванов «Корё са».
Посмертные титулы — Хупхе-ван, Чхан-тэван.

## Биография
Он был сыном своего предшественника, короля У. Король У был вынужден отказаться от власти в 1388 г., и Чхана посадили на трон вместо него. Вскоре он был заменен Конъян-ваном на том основании, что тот был истинной королевской крови. Чхан в возрасте 9 лет был убит вместе со своим отцом вскоре после возведения на трон короля Конъян-вана. 
1. 1 2 3 4  Концевич, 2010, с. 648.